# Markus Åkerblom
Markus Åkerblom, född 22 november 1969 i Östersund, är en svensk före detta professionell ishockeyspelare. Hans moderklubb är Östersunds IK.
Åkerblom har bland annat. vunnit SM-silver med IF Björklöven säsongen 1987/1988.
Markus Åkerblom antog 16 april 2024 jobbet som huvudtränare för AIK Ishockey. 2 december 2024 blev han  sparkad av AIK Ishockey. 